# Ormanli
Ormanli (macedónul: Орманли, törökül Ormanli) település Észak-Macedóniában, a Délkeleti körzetben, a Sztrumicai járásban.

## Népesség
| Lakosok száma | 203  | 234  | 80   | 87   | 102  | 94   | 34   | 7    |
|               | 1948 | 1953 | 1961 | 1981 | 1991 | 1994 | 2002 | 2021 |

- 2002-ben 34 lakosa volt, akik mindannyian törökök.